# Rose Stradner
Rose Stradner (ur. 31 lipca 1913 w Wiedniu zm. 27 września 1958 w Mount Kisco) – austriacko-amerykańska aktorka filmowa i teatralna. Występowała u boku czołowych gwiazd jej epoki: Edwarda G. Robinsona, Gregory’ego Pecka. Była żoną reżysera Josepha L. Mankiewicza.

## Życiorys
Jeszcze jako niemowlę przeniosła się z rodzicami do Triestu i Isonzo, gdzie jej ojciec stacjonował jako inżynier odpowiedzialny za transport wojsk podczas I wojny światowej. Po wojnie wrócili do Wiednia, gdzie uczyła się języka angielskiego, występowała w studenckich sztukach i została uznaną pianistką na Universität für Musik und darstellende Kunst Wien. Następnie została uczennicą austriackiego producenta teatralnego i reżysera Maxa Reinhardta. W latach 1930–1931 występowała w Zurychu, w latach 1931–1932 w Vereinigtes deutsches Theater in Brünn, w latach 1932–1936 w Deutsches Volkstheater Wien, a w latach 1936–1938 w Theater in der Josefstadt. W filmie zadebiutowała w 1933.
W 1937 wyemigrowała do Stanów Zjednoczonych, gdzie została zatrudniona przez hollywoodzkie studio Metro-Goldwyn-Mayer po tym, jak dyrektorzy zobaczyli jej zdjęcia. W tym samym roku wystąpiła z Edwardem G. Robinsonem w The Last Gangster, w którym zagrała żonę Robinsona, Joe Krozac. „Washington’s Evening Star” napisał 10 listopada 1937, że MGM studio okrzyknęło Rose Stradner największym odkryciem od czasu Grety Garbo. W 1939 podpisała długoterminowy kontrakt z wytwórnią Columbia Pictures. W tym samym roku poślubiła reżysera Josepha L. Mankiewicza. W 1942 urodziła swoje jedyne dziecko – Thomasa Franka, późniejszego uznanego scenarzystę i reżysera. W 1944 zagrała w swoim ostatnim filmie Klucze królestwa u boku Gregory’ego Pecka.

## Śmierć
27 września 1958 popełniła samobójstwo w swoim letnim domu w Mount Kisco w stanie Nowy Jork, przedawkowując tabletki nasenne. Miała 45 lat.

## Wybrana filmografia
- 1933: Ein gewisser Herr Gran
- 1933: Hochzeit am Wolfgangsee
- 1934: So endete eine Liebe
- 1935: Hundert Tage
- 1935: Nacht der Verwandlung
- 1935: Der Mann mit der Pranke

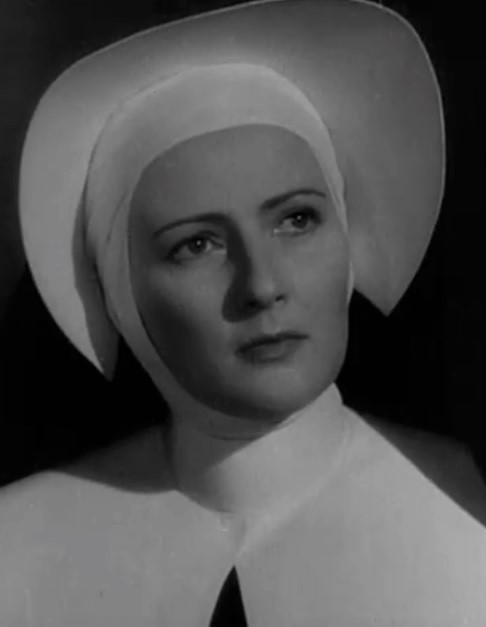
Rose Stradner w scenie z filmu Klucze królestwa (1944)

- 1936: Der König lächelt – Paris lacht
- 1936: Diener lassen bitten
- 1936: Campo di maggio
- 1936: Stadt Anatol
- 1937: The Last Gangster
- 1939: Blind Alley
- 1944: Klucze królestwa